# Dinamostadion (Vladivostok)
Het Dinamostadion is een multifunctioneel stadion in Vladivostok, een stad in het verre oosten van Rusland. 
Het stadion wordt vooral gebruikt voor voetbalwedstrijden, de voetbalclub FK Loetsj Vladivostok maakt gebruik van dit stadion. In het stadion is plaats voor 10.500 toeschouwers. Het stadion werd geopend in 1957 en gerenoveerd in 2003.